# Ferdinand Minding
Ernst Ferdinand Adolf Minding (in russo Фердинанд Готлибович Миндинг?; Kalisch, 11 gennaio 1806 – Dorpat, 13 maggio 1885) è stato un matematico tedesco con cittadinanza russa, noto per i suoi contributi sulla geometria differenziale.
Proseguì il lavoro di Carl Friedrich Gauss sulla geometria differenziale delle superfici, in particolare sui suoi aspetti intrinseci, pervenendo nel 1839 al teorema di Minding. Inoltre considerò i problemi di flessione delle superfici, dimostrò l'invarianza della curvatura geodetica, studiò le superfici rigate, le superfici sviluppabili e le superfici di rivoluzione e determinò le geodetiche sulla pseudosfera. I risultati di Minding nel 1840 sulla geometria dei triangoli geodetici su una superficie a curvatura costante anticiparono l'approccio di Eugenio Beltrami ai fondamenti della geometria non euclidea nel 1868.

## Biografia
Minding fu in gran parte autodidatta negli studi matematici. Frequentò le lezioni all'Università di Halle, dove si laureò con una tesi intitolata De valore intergralium duplicium quam proxime inveniendo nel 1829.
Minding lavorò come insegnante a Elberfeld e come docente universitario a Berlino. Il suo lavoro sulla statica attirò l'attenzione di Alexander von Humboldt. Tuttavia, la sua candidatura nel 1842 per l'elezione all'Accademia di Berlino, sostenuta da Peter Gustav Lejeune Dirichlet, fallì e nel 1843 si trasferì all'Università di Dorpat, dove fu professore di matematica per i successivi 40 anni. A Dorpat ebbe come allievo Karl Peterson e supervisionò la sua tesi di dottorato che stabiliva il teorema di Gauss-Bonnet e derivava le equazioni di Gauss-Codazzi. Inoltre lavorò anche sulle equazioni differenziali (per le quali gli venne conferito dall'Accademia russa delle scienze il Premio Demidoff per la matematica nel 1861), le funzioni algebriche, le frazioni continue e la meccanica analitica. Il suo elenco di pubblicazioni comprende circa 60 titoli, tra cui diversi libri. Molti dei suoi risultati scientifici furono adeguatamente riconosciuti solo dopo la sua morte.